# Thomas Flögel
Thomas Flögel est un footballeur autrichien né le 7 juin 1971 à Vienne, qui évoluait à différents postes de joueur de champ au FK Austria Vienne et en équipe d'Autriche.
Flögel a marqué trois buts lors de ses trente-sept sélections avec l'équipe d'Autriche entre 1992 et 2004.

## Carrière
- 1990-1997 : Austria Vienne
- 1997-2002 : Heart of Midlothian
- 2002-2004 : Austria Vienne
- 2004-2005 : SV Pasching
- 2005-2006 : Admira Wacker
- 2006 : First Vienna

## Palmarès

### En équipe nationale
- 37 sélections et 3 buts avec l'équipe d'Autriche entre 1991 et 2004.

### Avec l'Austria Vienne
- Vainqueur du Championnat d'Autriche de football en 1991, 1992, 1993 et 2003.
- Vainqueur de la Coupe d'Autriche de football en 1990, 1992, 1994 et 2003.
- Vainqueur de la Supercoupe d'Autriche de football en 1990, 1991, 1992 et 1993.

### Avec le Heart of Midlothian
- Vainqueur de la Coupe d'Écosse de football en 1998.